# 아워즈 (영화)
《아워즈》(영어: Hours)는 2013년 공개된 미국의 스릴러 영화이다. 에릭 하이저러가 연출과 각본을 맡고, 폴 워커, 제너시스 로드리게스 등이 출연하였다.

## 줄거리
2005년 뉴올리언스. 놀런의 아내 애비게일이 조산 후 간부전으로 사망한다. 스스로 숨쉴 수 있을 때까지 이틀의 시간이 필요한 신생아는 인공호흡기 장치 안에 들어간다.
곧 허리케인 카트리나로 모두가 대피하는 가운데 놀런은 이동이 불가능한 인공호흡기 때문에 아기와 병원에 남게 된다. 전기가 나가자 놀런은 창고에서 발견한 수동 발전기로 인공호흡기의 작동을 유지하고, 주사로 아기에게 영양을 공급한다. 저도 모르게 잠드는 사태를 방지하기 위해 놀런이 아드레날린을 맞으며 아기를 지키는 가운데 음식과 약을 훔치려는 약탈자들이 병원에 침입해 목숨을 위협한다.

## 출연
- 폴 워커 - 놀런 헤이스 역
- 제너시스 로드리게스 - 애비게일 헤이스 역
- TJ 하산 - 제러미 역
- 셰인 제이컵슨 - 마크 역
- 저드 로먼드 - 글렌 역
- 낸시 네이브 - 샌드라 역
- 케리 케이힐 - 간호사 셸리 역
- 너탈리아 새프런 - 캐런 역
- 토니 벤틀리 - 의사 역
- 크리스토퍼 매슈 쿡 - 레니 역
- 리나 클라크 - 루시 역
- 닉 고메즈

## 기타 제작진
- 총괄 제작: 앤 C. 솔저
- 공동 제작: 브랜던 버텔, 얼리사 M. 캔트로, 콜리 웨그너, 스콧 윌먼
- 미술: 윌리엄 A. 엘리엇
- 의상: 클레어 브로
- 분장: 니키 I. 브라운
- 헤어: 마고 폭스, 마커스 곤잘러스
- 제작 관리: 보 J. 제노
- 조감독: 마크 C. 스티븐스